# Stocktienen
Stocktienen war ein Ort in Ostpreußen. Seine Ortsstelle liegt im Gebiet der russischen Oblast Kaliningrad (Gebiet Königsberg (Preußen)) und gehört zum Munizipalkreis Rajon Prawdinsk (Stadtkreis Friedland).

## Geographische Lage
Die Ortsstelle von Stocktienen liegt in der südlichen Mitte der Oblast Kaliningrad, elf Kilometer südwestlich der früheren Kreis- und heutigen Rajonshauptstadt Friedland (russisch Prawdinsk) bzw. der zwischenzeitlichen und heute auf polnischem Hoheitsgebiet gelegenen Kreismetropole Bartoszyce (deutsch Bartenstein).

## Geschichte
Der ursprünglich als Vorwerk gegründete Ort Stocktienen kam 1874 als Landgemeinde zum neu errichteten Amtsbezirk Schloß Domnau im ostpreußischen Kreis Friedland (1927 bis 1945 = „Kreis Bartenstein (Ostpr.)“).
Am 17. Juli 1893 wurde Stocktienen aus dem Amtsbezirk Schloß Domnau aus- und in den Gutsbezirk Sehmen (russisch Soldatowo) nun eben auch im Amtsbezirk Sehmen eingegliedert. Im Jahre 1905 zählte Stocktienen als Ortschaft von Sehmen 27 Einwohner.
Mit der Abtretung des nördlichen Ostpreußen an die Sowjetunion im Jahre 1945 verliert sich die Spur des Dörfchens Stocktienen. Es scheint nicht wieder besiedelt worden zu sein, jedenfalls ist eine russische Namensform nicht bekannt. Weil der Ort offiziell nicht mehr öffentlich genannt wird gilt er als untergegangen. Seine Ortsstelle liegt im Gebiet des Munizipalkreises Rajon Prawdinsk (Stadtkreis Friedland) in der Oblast Kaliningrad der heutigen Russischen Föderation.

## Religion
Christentum
Bis 1945 war Stocktienen in das Kirchspiel der evangelischen Kirche Domnau (russisch Domnowo) in der Kirchenprovinz Ostpreußen der Kirche der Altpreußischen Union, außerdem in die römisch-katholische Pfarrei Tapiau (russisch Gwardeisk) im Bistum Ermland eingepfarrt.

## Verkehr
Die nicht mehr erkennbare Ortsstelle Stocktienens liegt südlich der Straße 27k-061 von Domnowo (Domnau) nach Jermakowo (Deutsch Wilten) und ist über einen Abzweig zwischen Domnowo und Snamenskoje (Preußisch Wilten) zu erreichen. Die nächste Bahnstation vor 1945 war Domnau.